# سردار رشيدوف
سردار رشيدوف (مواليد 14 يونيو 1991) هو لاعب كرة قدم أوزبكستاني يجيد اللعب كمهاجم لصالح منتخب أوزبكستان.
لعب سابقاً لأندية الجيش القطري والجزيرة الإماراتي و نادي قطر ونادي أم صلال ونادي الكويت ونادي دبي سيتي.

## روابط خارجية
- سردار رشيدوف على موقع قاعدة بيانات كرة القدم.إي يو (الإنجليزية)
- سردار رشيدوف على موقع ليكيب (الفرنسية)
- سردار رشيدوف على موقع ناشيونال فوتبول تيمز (الإنجليزية)
- سردار رشيدوف على موقع Soccerway.com (الإنجليزية)
- سردار رشيدوف على موقع كووورة